# Rukomet na OI 1984. – muškarci
Muški rukometni turnir na OI 1984. U Los Angelesu održan je od 31. srpnja do 11. kolovoza. Svoj drugi i posljednji naslov u povijesti osvojila je jugoslavenska reprezentacija.

## Turnir

### Skupina A
|    | Reprezentacija | Bod. | Utakmica | Pob. | N. | Por. | Pos. | Pri. | RP  |
| -- | -------------- | ---- | -------- | ---- | -- | ---- | ---- | ---- | --- |
| 1. | Jugoslavija    | 9    | 5        | 4    | 1  | 0    | 123  | 76   | +47 |
| 2. | Rumunjska      | 8    | 5        | 4    | 0  | 1    | 120  | 91   | +29 |
| 3. | Island         | 7    | 5        | 3    | 1  | 1    | 102  | 96   | +6  |
| 4. | Švicarska      | 4    | 5        | 2    | 0  | 3    | 83   | 102  | -19 |
| 5. | Japan          | 2    | 5        | 1    | 0  | 4    | 84   | 107  | -23 |
| 6. | Alžir          | 0    | 5        | 0    | 0  | 5    | 75   | 105  | -30 |

31. srpnja 1984.
|  | Jugoslavija | 22:22 | Island |  |
|  | Švicarska   | 20:13 | Japan  |  |
|  | Rumunjska   | 25:16 | Alžir  |  |

2. kolovoza 1984.
|  | Jugoslavija | 32:15 | Japan  |  |
|  | Rumunjska   | 26:17 | Island |  |
|  | Švicarska   | 19:18 | Alžir  |  |

4. kolovoza 1984.
|  | Island      | 21:17 | Japan     |  |
|  | Jugoslavija | 25:10 | Alžir     |  |
|  | Rumunjska   | 23:17 | Švicarska |  |

6. kolovoza 1984.
|  | Rumunjska   | 28:22 | Japan     |  |
|  | Island      | 19:15 | Alžir     |  |
|  | Jugoslavija | 25:11 | Švicarska |  |

8. kolovoza 1984.
|  | Island      | 23:16 | Švicarska |  |
|  | Jugoslavija | 18:17 | Rumunjska |  |
|  | Japan       | 17:16 | Alžir     |  |

### Skupina B
|    | Reprezentacija | Bod. | Utakmica | Pob. | N. | Por. | Pos. | Pri. | RP  |
| -- | -------------- | ---- | -------- | ---- | -- | ---- | ---- | ---- | --- |
| 1. | Njemačka       | 10   | 5        | 5    | 0  | 0    | 114  | 95   | +19 |
| 2. | Danska         | 8    | 5        | 4    | 0  | 1    | 115  | 99   | +16 |
| 3. | Švedska        | 6    | 5        | 3    | 0  | 2    | 119  | 110  | +9  |
| 4. | Španjolska     | 4    | 5        | 2    | 0  | 3    | 105  | 106  | -1  |
| 5. | SAD            | 1    | 5        | 0    | 1  | 4    | 91   | 100  | -9  |
| 6. | Južna Koreja   | 1    | 5        | 0    | 1  | 4    | 123  | 157  | -34 |

31. srpnja 1984.
|  | Švedska  | 36:23 | Južna Koreja |  |
|  | Danska   | 21:16 | Španjolska   |  |
|  | Njemačka | 21:19 | SAD          |  |

2. kolovoza 1984.
|  | Danska   | 31:28 | Južna Koreja |  |
|  | Njemačka | 18:16 | Španjolska   |  |
|  | Švedska  | 21:18 | SAD          |  |

4. kolovoza 1984.
|  | Njemačka   | 18:16 | Švedska      |  |
|  | Španjolska | 31:25 | Južna Koreja |  |
|  | Danska     | 19:16 | SAD          |  |

6. kolovoza 1984.
|  | Njemačka   | 37:25 | Južna Koreja |  |
|  | Danska     | 26:19 | Švedska      |  |
|  | Španjolska | 17:16 | SAD          |  |

8. kolovoza 1984.
|  | Njemačka | 21:18 | Danska       |  |
|  | Švedska  | 26:25 | Španjolska   |  |
|  | SAD      | 22:22 | Južna Koreja |  |

### Utakmice za plasman
10. kolovoza 1984.
Za 11. mjesto
- Južna Koreja -  Alžir 25:21

Za 9. mjesto
- SAD -  Japan 24:16

Za 7. mjesto
- Švicarska -  Španjolska 18:17

Za 5. mjesto
- Švedska -  Island 26:24

11. kolovoza 1984.
Za broncu
- Rumunjska -  Danska 23:19

Za zlato
- Jugoslavija -  Njemačka 18:17

| Zlato | Srebro | Bronca |
| --- | --- | --- |
| SFR Jugoslavija Zlatan Arnautović Momir Rnić Veselin Vuković Milan Kalina Jovica Elezović Zdravko Zovko Pavle Jurina Veselin Vujović Slobodan Kuzmanovski Mirko Bašić Zdravko Rađenović Mile Isaković Branko Štrbac | Zapadna Njemačka Jochen Fraatz Thomas Happe Arnulf Meffle Rüdiger Neitzel Michael Paul Dirk Rauin Siegfried Roch Michael Roth Ulrich Roth Martin Schwalb Uwe Schwenker Thomas Springel Andreas Thiel Klaus Wöller Erhard Wunderlich | Rumunjska Mircea Bedivan Dumitru Berbece losif Boros Alexandru Buligan Gheorghe Covaciu Gheorghe Dogarescu Marian Dumitru Cornel Durau Alexandru Fölker Nicolae Munteanu Vasile Oprea Adrian Simion Vasile Stinga Neculai Vasilca Maricel Voinea |